# محوطه تنگ تور
محوّطهٔ تنگ تور مربوط به سده‌های اولیه دوران‌های تاریخی پس از اسلام است و در شهرستان مرودشت، بخش مرکزی، دهستان رودبال، ۴۰۰ متری شرق روستای حسین‌آباد باصری واقع شده و این اثر در تاریخ ۳۰ بهمن ۱۳۸۶ با شمارهٔ ثبت ۲۰۷۹۱ به‌عنوان یکی از آثار ملی ایران به ثبت رسیده است. احتمالاً وجه تسمیه آن به سبب محل گیر انداختن (تور کردن) و رام کردن اسب‌های حاکم اسبق ایالت فارس در زمان قاجار، قوام السلطنه، باشد. این تنگ چشمه و آبشار فصلی هم دارد که در اکثر سال‌ها از اواخر اسفند تا اوایل اردیبهشت جاری است و منظره زیبایی به این تنگ می‌بخشد. در ابتدای این تنگ هم چنین یک رشته قنات، به نام قنات تنگ تور وجود دارد که سابقاً مورد استفاده بوده اما امروزه رها و تخریب شده است.